# Lyons Falls
Lyons Falls és una població dels Estats Units a l'estat de Nova York. Segons el cens del 2000 tenia 591 habitants.

## Demografia
Segons el cens del 2000, Lyons Falls tenia 591 habitants, 238 habitatges, i 157 famílies. La densitat de població era de 232,8 habitants/km².
Dels 238 habitatges en un 26,9% hi vivien nens de menys de 18 anys, en un 48,7% hi vivien parelles casades, en un 11,8% dones solteres, i en un 34% no eren unitats familiars. En el 27,7% dels habitatges hi vivien persones soles el 16,8% de les quals corresponia a persones de 65 anys o més que vivien soles. El nombre mitjà de persones vivint en cada habitatge era de 2,48 i el nombre mitjà de persones que vivien en cada família era de 3,01.
Per edats la població es repartia de la següent manera: un 23,7% tenia menys de 18 anys, un 9,3% entre 18 i 24, un 23,5% entre 25 i 44, un 26,7% de 45 a 60 i un 16,8% 65 anys o més.
L'edat mediana era de 40 anys. Per cada 100 dones de 18 o més anys hi havia 100,4 homes.
La renda mediana per habitatge era de 27.375 $ i la renda mediana per família de 41.250 $. Els homes tenien una renda mediana de 35.000 $ mentre que les dones 21.071 $. La renda per capita de la població era de 17.204 $. Entorn del 12,9% de les famílies i el 16,7% de la població estaven per davall del llindar de pobresa.